# Formula One 99
Formula One 99 é um jogo eletrônico baseado na temporada 1999 de Fórmula 1 desenvolvido pelo Studio 33 e publicado pela Psygnosis.
Entre as inovações está o limitador de velocidade do pit lane e uma embreagem. Este jogo apresentou uma melhoria considerável e bem-vinda com relação ao  Formula 1 98  [carece de fontes?].
Como de costume, este jogo apresenta como comentaristas Murray Walker e Martin Brundle.
Durante a realização deste jogo, a Psygnosis foi assumida pela Sony Computer Entertainment Europa e tornou-se SCE Estúdio Liverpool.

## Equipes e pilotos
- West McLaren Mercedes: Mika Häkkinen e David Coulthard;
- Scuderia Ferrari Marlboro: Michael Schumacher/Mika Salo (substituto) e Eddie Irvine;
- Winfield Williams: Alessandro Zanardi e Ralf Schumacher;
- Benson and Hedges Jordan: Damon Hill e Heinz-Harald Frentzen;
- Mild Seven Benetton Playlife: Giancarlo Fisichella e Alexander Wurz;
- Red Bull Sauber Petronas: Jean Alesi e Pedro Paulo Diniz;
- Repsol Arrows: Pedro de la Rosa e Toranosuke Takagi;
- HSBC Stewart Ford: Rubens Barrichello e Johnny Herbert;
- Gauloises Prost Peugeot: Olivier Panis e Jarno Trulli;
- Fondmetal Minardi Ford: Luca Badoer/Stéphane Sarrazin (substituto) e Marc Gené.
- British American Racing: Jacques Villeneuve e Ricardo Zonta/Mika Salo (substituto);

## Álcool e patrocinadores relacionadas com o tabaco
Todos os patrocinadores relacionados a álcool e tabaco são censurados:
- Marlboro da Ferrari é completamente censurado.
- Winfield da Williams é substituído por "Williams F1" e barras pretas.
- Veltins da Williams é substituído com barras pretas.
- Benson & Hedges da Jordan é substituído por "zumbido" Hornets (como na vida real).
- Mild Seven da Benetton é substituído por "Benetton" (como na vida real).
- West da McLaren é substituído por "Mika" e "David" (como na vida real).
- Gauloises da Prost é substituído por barras brancas.
- Lucky Strike da BAR e 555 é substituído por "Run Free".

## Inclusão de carro de segurança
Este jogo foi o primeiro jogo de Formula 1 para PC a apresentar um carro de segurança em pleno funcionamento. O carro de segurança não foi visto novamente em uma simulação do esporte até que a Codemasters lançou o  F1 2011  para o Xbox 360, PlayStation 3 e PC - uma diferença de cerca de 12 anos.